# Canacomyrica monticola
Canacomyrica monticola är en porsväxtart som beskrevs av Guillaum. Canacomyrica monticola ingår i släktet Canacomyrica och familjen porsväxter. Inga underarter finns listade i Catalogue of Life.